# Ariciul Sonic
Sonic the Hedgehog este un film american de aventură științifico-fantastic din 2020, bazat pe franciza de jocuri video cu același nume creată de Sega. Filmul este regizat de Jeff Fowler, scris de Patrick Casey și Josh Miller, și îi are ca personaje pe James Marsden, Jim Carrey și Ben Schwartz ca voce a lui Sonic. În film, Sonic face echipă cu un șerif pe nume Tom. Ei încearcă să scape de Dr. Robotnik și de guvern.
În 2013, Sony Pictures a achiziționat drepturile filmului asupra francizei, iar până în 2014, a avut o adaptare a filmului în curs de dezvoltare. Fowler a fost angajată să regizeze în 2016. După ce Sony a pus proiectul la schimb, Paramount Pictures l-a achiziționat în 2017, iar majoritatea distribuției s-a semnat până în august 2018. Filmările au avut loc între iulie și octombrie 2018 în Ladysmith și Parksville atât pe Insula Vancouver, și în Vancouver, Columbia Britanică, Canada. Este prima intrare dintr-o serie de film planificată.
Sonic the Hedgehog a fost programat inițial să fie lansat în Statele Unite la 8 noiembrie 2019, dar a fost întârziat la 14 februarie 2020, după o reacție copleșitor de negativă la primul trailer, care a fost lansat pe 30 aprilie 2019. Paramount a întârziat filmul pentru al redesena pe Sonic, al cărui design original a atras cele mai multe critici. Noua variantă a fost afișată într-un nou trailer care a fost lansat mondial pe 12 noiembrie 2019. Al doilea trailer a fost bine primit pentru tonul și umorul său, cu redesenarea lui Sonic primind laude deosebite, mulți remarcând cât de asemănător este cu designul original al lui Sonic în jocuri.